# 松尾尊兊
松尾 尊兊（まつお たかよし、1929年（昭和4年）11月1日 - 2014年（平成26年）12月14日）は、日本の歴史学者。日本近現代史専攻。大正デモクラシー研究をライフワークとした。京都大学名誉教授。

## 経歴
出生から修学期
1929年、鳥取県鳥取市で生まれた。旧制鳥取第一中学校（現・鳥取県立鳥取西高等学校）、旧制松江高等学校（現・島根大学）文科甲類を経て、京都帝国大学文学部に進学。この年の学生は、入学・卒業いずれも旧制では最後の京都大学の学生であった。京大では国史学の北山茂夫に師事した。1953年9月に卒業。
日本史学研究者として
1954年4月、京都大学人文科学研究所助手に採用された。1970年5月に同研究所助教授に昇格。1971年1月、京都大学文学部史学科助教授に移り、現代史学講座を担当した。1981年、学位論文『普通選挙制度成立史の研究』を京都大学に提出して文学博士号を取得。1981年4月、京都大学文学部史学科教授に昇格し、引き続き現代史学講座を担当。この間、1967年にハーバード燕京研究所フェローとして滞米。
1993年3月、京都大学を定年退官し、同年4月に京都大学名誉教授となった。また、同年4月からは京都橘女子大学教授として教鞭をとった。この頃、郷土の同窓（旧制鳥取第一中学校）の政治家・古井喜実の著作・評伝の編纂も手掛けた。晩年は回想を交えた戦後デモクラシー研究を公刊した。
2014年12月14日に悪性リンパ腫のため死去。享年85。死の直前まで、吉野作造をテーマとする岩波新書の執筆を進めていた。

## 研究内容・業績
専門は日本近代史。大正期の地方民衆運動史や吉野作造・石橋湛山の植民地論など、戦後民主主義を擁護する形での、大正デモクラシー史の実証的研究に先駆的業績を残した。
戦後学生運動関係資料
松尾旧蔵による1950年代前半の学生運動（レッドパージ反対運動・破壊活動防止法反対運動・京大天皇事件など）のビラを中心とした資料678点は、京都大学大学文書館に寄贈され、『戦後学生運動関係資料Ⅰ』として整理・公開されている。

## 著作
単著
- 『大正デモクラシーの研究』青木書店 1966
- 『民本主義の潮流』(国民の歴史 21) 文英堂 1970
- 『大正デモクラシー』岩波書店 1974
  - シリーズ所収 岩波書店(同時代ライブラリー) 1994年
  - 文庫化 岩波現代文庫 2001
- 『本倉』みすず書房 1983
- 『普通選挙制度成立史の研究』岩波書店 1989
- 『大正デモクラシーの群像』岩波書店(同時代ライブラリー) 1990
- 『国際国家への出発』(日本の歴史 21) 集英社 1993
- 『大正時代の先行者たち』岩波書店(同時代ライブラリー) 1993
- 『民本主義と帝国主義』みすず書房 1998
- 『中野重治訪問記』岩波書店 1999
- 『戦後日本への出発』岩波書店 2002
- 『昨日の風景：師と友と』岩波書店 2004
- 『滝川事件』岩波書店(岩波現代文庫) 2005
- 『わが近代日本人物誌』岩波書店 2010
- 『近代日本と石橋湛山』東洋経済新報社 2013
- 『大正デモクラシー期の政治と社会』みすず書房 2014

共編著
- 『吉野作造集』(近代日本思想大系 17) 筑摩書房 1976
- 『論集現代史』藤原彰共編、筑摩書房 1976
- 『中国・朝鮮論』吉野作造著、編、平凡社東洋文庫 1978
  - ワイド版 2006年
- 『石橋湛山評論集』岩波書店(岩波文庫) 1984
  - ワイド版 1991年
- 『社会主義沿革』(続・現代史資料 2) みすず書房 1984-1986
- 『北山茂夫伝記と追想』みすず書房 1991
- 『大日本主義か小日本主義か：三浦銕太郎論説集』東洋経済新報社 1995
- 『一政治家の直言：古井喜実遺文集』日中友好会館 1997

訳書
- 『新人会の研究：日本学生運動の源流』ヘンリー・スミス著、東京大学出版会 1978

論文
- 松尾1968「日本組合基督教会の朝鮮伝道：日本プロテスタントと朝鮮 1」『思想』529号, 1-17頁.
  - The Japanese Protestants in Korea,Part One: The Missionary Activity of the Japan Congregational Church in Korea』〈Modern Asian Studies Vol. 13, No. 3〉pp. 401-429, Cambridge University Press,  1979